# Bonin (Voivodato de Mazovia)
Bonin ([ˈbɔnin]) es una aldea en el distrito administrativo de Gmina Sarnaki, dentro del Distrito de Łosice, Voivodato de Mazovia, en el centro-oriente de Polonia. Se encuentra aproximadamente a 13 kilómetros (8 millas) al sureste de Sarnaki, 22 km (14 millas) al este de Łosice y 139 km (86 millas) al este de Varsovia.